# بوبيو (إميليا رومانيا)
بوبيو (بالإيطالية: Bobbio)‏ هي بلدية في مقاطعة بياتشنزا في إقليم إميليا رومانيا الإيطالي.

## السكان
في سنة 1861 بلغ عدد السكان 5٬996 نسمة، وتطور العدد ليصل في سنة 2011 لـ 3٬711 نسمة.
يظهر هذا المخطط البياني تطور النمو السكاني لـ بوبيو (إميليا رومانيا)

## توأمة
لبوبيو (إميليا رومانيا) اتفاقيات توأمة مع كل من:
- Ybbs an der Donau [الإنجليزية]‏
- نافان

## أعلام
- ماركو بيلوشيو